# Sam Torrance

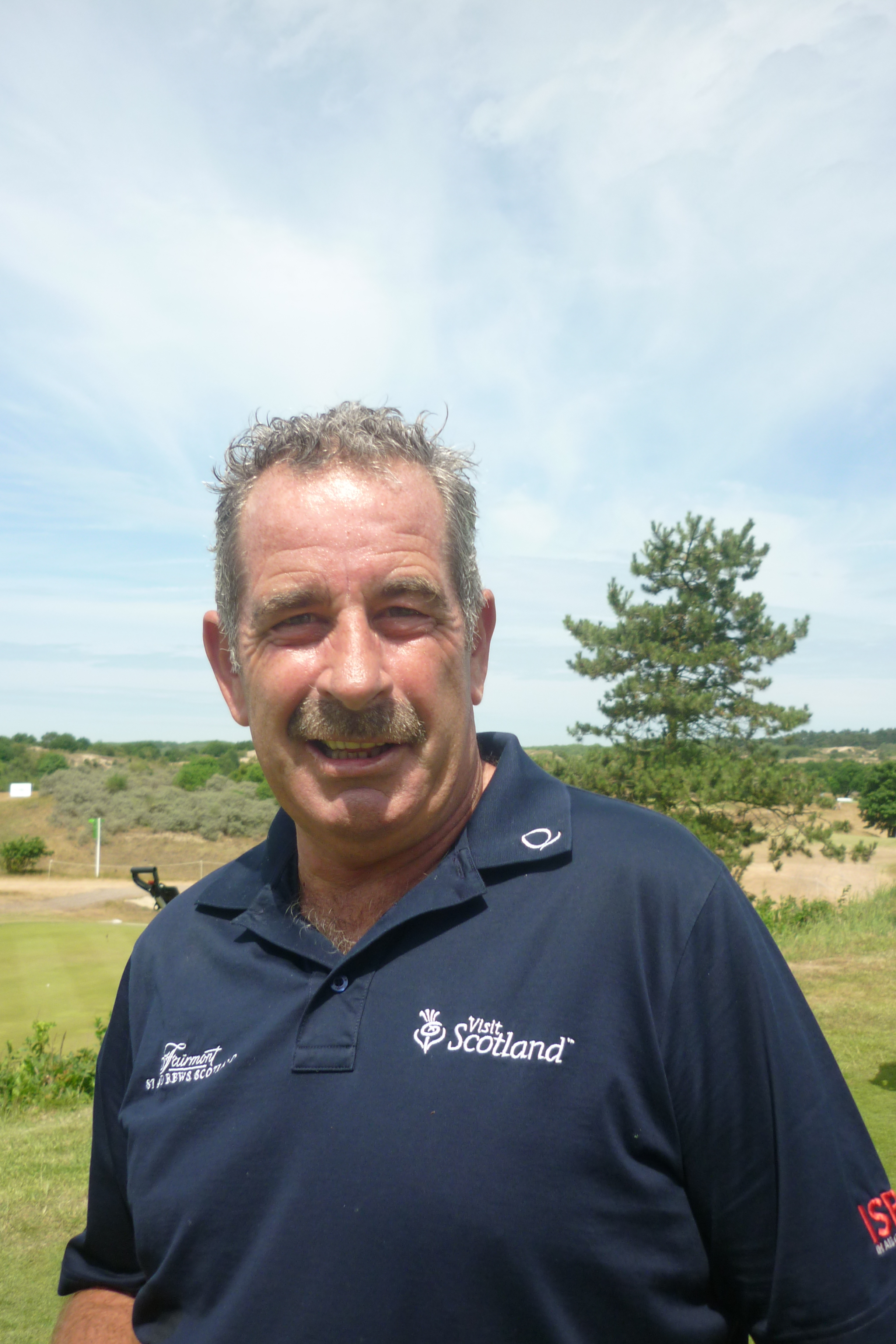
Sam Torrance op de Dutch Senior Open 2010

Samuel Robert Torrance OBE (Largs, 24 augustus 1953) is een Schotse golfprofessional en -coach.
Sam Torrance is de zoon van Bob Torrance, de coach van de Schotse spelers en coach op de Europese Tour.

## Professional
Op 16-jarige leeftijd werd Sam Torrance al professional. Vanaf het begin van de Europese Tour (1972) behoorde hij tot de vaste spelers. Er waren toen nog maar 20 toernooien op de agenda, en het prijzengeld was laag, dus hij gaf tussendoor regelmatig les.
Vanaf 1972 speelde Sam Torrance op de Europese Tour, en won daarnaast in 1972 de Under-25 Matchplay en het Radici Open in Italië. In 1972 was hij Rookie of the Year.

In 2003 ging hij naar de seniorentour. In tien van deze jaren heeft hij in de top-10 van Europa gestaan, in 1984 en 1995 zelfs op de tweede plaats.
Hoewel hij graag speelde, stak hij ook veel tijd in andere spelers. Urenlang stond hij op de drivingrange met zijn leerlingen, regelmatig kwam hij ook naar een toernooi als hij niet op de deelnemerslijst stond.
Torrance heeft een bijzonder record op zijn naam staan, hij is de spelers die de meeste toernooien op de Europese Tour heeft gespeeld. Barry Lane staat nummer 2 met 678 starten (en 20 op de Senior Tour).
Op 23 maart 2012 werd Sam Torrance onderscheiden met de Scottish Golf Award voor zijn prestaties in de golfsport. Hij won onder meer 21 toernooien op de Europese Tour, 11 toernooeien op de Senior Tour en drie keer de Order of Merit van de Senior Tour. Hij deed acht keer mee aan de Ryder Cup.

### Gewonnen

#### Elders
- 1972: Under-25 Matchplay, Radici Open in Italië
- 1976: Zambia Open
- 1979: Columbia Open
- 1980: PGA Kampioenschap (Australië)

#### Europese Tour
- 1976: Piccadilly Medal, Martini International
- 1981: Carroll's Irish Open
- 1982: Benson & Hedges Spanish Open, Portuguese Open
- 1983: Scandinavian Enterprise Open, Portuguese Open
- 1984: Tunesisch Open, Benson & Hedges International Open, Sanyo Open
- 1985: Johnnie Walker Monte Carlo Open
- 1987: Lancia Italian Open
- 1990: Mercedes German Masters
- 1991: Jersey European Airways Open
- 1993: Kronenbourg Open, Heineken Open, Honda Open
- 1995: Italian Open, Murphy's Irish Open, Collingtree British Masters
- 1998: Peugeot Open de France

### Seniors Tour
Sam Torrance speelt sinds 2003 op de European Seniors Tour. In 2005, 2006 en 2009 staat hij bovenaan de Order of Merit.

#### Gewonnen
- 2004: Travis Perkins Senior Masters
- 2005: Irvine Whitlock Seniors Classic, De Vere PGA Seniors Championship, Bendinat London Seniors Masters
- 2006: Sharp Italian Seniors Open, AIB Irish Seniors Open, PGA Seniors Championship, Scottish Senior Open
- 2007: Bendinat London Seniors Masters
- 2008: OKI Castellón Open España
- 2009: DGM Barbados Open

## Teams
- Ryder Cup (namens Europa): 1981, 1983, 1985 (voor het eerst in 25 jaar wordt Amerike verslagen, door zijn winning putt), 1987 (gewonnen), 1989 (trofee behouden), 1991, 1993, 1995 (gewonnen). In 2002 gaat hij mee als non-playing captain mee naar The Belfry Golf Club, zijn team wint.
- Alfred Dunhill Cup (namens Schotland): 1985, 1986, 1987, 1989, 1990, 1991, 1993, 1995 (winnend team) en 1999
- World Cup (namens Schotland): 1976, 1978, 1982, 1984, 1985, 1987, 1989, 1990, 1991, 1993, 1995
- Four Tours World Championship: 1985, 1991 (captain, gewonnen)
- Hennessy Cognac Cup: 1976 (gewonnen), 1978 (gewonnen), 1980 (gewonnen), 1982 (gewonnen) en in 1984
- Double Diamond: 1973 (gewonnen), 1976, 1977
- UBS Cup: 2001, 2002, 2003

## Lange putter
Sam Torrance heeft de 'lange putter' in Europa geïntroduceerd, nadat hij Peter Senior er in Australië mee had gezien. Hun putter is verlengd en heeft een tweede grip en is zo lang dat zij de bovenkant tegen hun kin houden. 

Er zijn een aantal tour-spelers die nu een lange putter tot hun borstbeen gebruiken, o.a. Denis Durnian, Carl Mason en Kevin Spurgeon. Ook Bernhard Langer heeft periodes dat hij een lange putter gebruikt. Horacio Carbonetti houdt het uiteinde van zijn putter onder zijn linkeroksel. Jan Dorrestein heeft ook een verlengde putter, maar die heeft ook zijn grip verlengd.
Sam Torrance heeft een autobiografie geschreven.

## Daniel
Sam Torrance heeft een zoon, Daniel (1989). Hij is lid van de Sunningdale Golf Club maar oefent meestal dichter bij huis, op de Bradfield College Golf Club in Berkshire. In 2004 had hij handicap 2,9, nu speelt hij internationale toernooien en wil zo snel mogelijk professional worden.